# Pstree
pstree je unixový příkaz, který zobrazí běžící procesy jako strom. Používá se jako alternativa k příkazu ps. Kořen stromu je buď init nebo proces s daným pid.

## Příklady
pstree pid
```
user@host ~$ 
pstree
 
1066

rsyslogd─┬─{in:imjournal}

         └─{rs:main Q:Reg}

```

pstree username
```
user@host ~# 
pstree
 
username

dbus-daemon───{dbus-daemon}

dbus-launch

bash───firefox─┬─6*[{Analysis Helper}]

               ├─{BgHangManager}

               ├─{Cache2 I/O}

               ├─{Compositor}

               ├─{GMPThread}

               ├─{Gecko_IOThread}

               ├─{Hang Monitor}

               ├─{ImageBridgeChil}

               ├─{ImageIO}

               ├─{JS Watchdog}

               ├─{Link Monitor}

               ├─{Socket Thread}

               ├─{SoftwareVsyncTh}

               ├─{StreamTrans #1}

               ├─{Timer}

               └─{gmain}

```